# Eva Bühnen
Eva Bühnen (* 9. Mai 1996 in Kleve) ist eine deutsche Schauspielerin. Neben Theaterengagements arbeitet sie als Hörspiel- und Synchronsprecherin und spielt Fernsehrollen.

## Leben
Nach dem Fachabitur an der Liebfrauenschule Geldern studierte sie von 2016 bis 2020 Schauspiel an der Hochschule für Musik und Darstellende Kunst Frankfurt am Main.
Seit August 2019 spielt Bühnen am Deutschen Schauspielhaus in Hamburg, wo sie auch lebt. Ab der 4. Staffel von Mord mit Aussicht verkörpert sie die Polizistin Jennifer Dickel.

## Filmografie (Auswahl)
- 2022: Last X-Mas
- 2022: Neben der Spur (Fernsehreihe, Folge: Die andere Frau)
- seit 2022: Mord mit Aussicht (Fernsehserie, Staffeln 4 und 5)
- 2022: Helen Dorn: Das rote Tuch
- 2024: SOKO Köln (Fernsehserie, Folge: Das Geständnis)

## Theater (Auswahl)
- 2023: Robert Musil: Törleß – Regie: Alina Sobotta (Deutsches Schauspielhaus Hamburg)
- 2022: Cornelia Funke: Herr der Diebe – Regie: Markus Bothe (Deutsches Schauspielhaus Hamburg)
- 2022: Anton Pawlowitsch Tschechow: Der Kirschgarten – Regie: Katie Mitchell (Deutsches Schauspielhaus Hamburg)
- 2022: Bonn Park: Der Phönix aus der Währung – Regie: Bonn Park (Theater Basel)
- 2022 Dor Aloni: Danke, Deutschland! – Regie: Dor Aloni (Theater Bremen, Schauspiel Frankfurt, Düsseldorfer Schauspielhaus)
- 2022: Thomas Bernhard: Die Jagdgesellschaft – Regie: Herbert Fritsch (Deutsches Schauspielhaus Hamburg)
- 2021: Bonn Park: Die Räuber der Herzen – Regie: Bonn Park (Deutsches Schauspielhaus Hamburg)
- 2021: Mary MacLane: Ich erwarte die Ankunft des Teufels – Regie: Max Pross (Deutsches Schauspielhaus Hamburg)
- 2021: Fjodor Michailowitsch Dostojewski: Die Brüder Karamasow – Regie: Oliver Frljić (Deutsches Schauspielhaus Hamburg)
- 2020: Rainald Goetz: Reich des Todes – Regie: Karin Beier (Deutsches Schauspielhaus Hamburg)
- 2019: David Grossman: Eine Frau flieht vor einer Nachricht – Regie:Jessica Glause (Schauspiel Frankfurt)
- 2019: Falk Richter: Rausch – Regie: Rüdiger Pape (Schauspiel Frankfurt)

## Hörspiele (Auswahl)
- 2021: Glaubenssachen „Es reut mich nichts“ Zum 100. Geburtstag von Sophie Scholl
- 2020: Sabine Stein: Radio-Tatort: Der menschliche Faktor (Zeugin / Chor 1,2,3) – Regie: Andrea Getto (Original-Hörspiel, Kriminalhörspiel – NDR)